# Méménil
Méménil ([memeˈnil] ) ist eine französische Gemeinde mit 175 Einwohnern (Stand: 1. Januar 2022) im Département Vosges in der Region Grand Est (bis 2015 Lothringen). Sie gehört zum Arrondissement Saint-Dié-des-Vosges (bis 2024 Épinal) und ist Mitglied im Gemeindeverband Communauté de communes Bruyères-Vallons des Vosges.

## Geografie
Die Gemeinde Méménil liegt 15 Kilometer nordöstlich von Épinal, der Hauptstadt (Präfektur) des Départements Vosges. 

Quellgebiet des Durbion

Das  Gemeindegebiet von Méménil erstreckt sich am Rande eines weit nach Westen ausgreifenden Ausläufers der Vogesen. In der 9,15 km² großen Gemeinde entspringen mehrere Quellflüsse des Durbion (Ruisseau de la Grande Roye, Le Rouot Ruisseau) und der Durbion selbst – ein rechter Nebenfluss der oberen Mosel. Das von Wäldern bedeckte Gelände steigt nach Süden allmählich an und erreicht an der südlichen Gemeindegrenze mit 577 Metern über dem Meer den höchsten Punkt.
Nachbargemeinden von Méménil sind Girecourt-sur-Durbion im Norden, Gugnécourt im Nordosten (Berührungspunkt), Viménil im Osten, Fays im Südosten, Deycimont im Süden, Le Roulier im Südwesten sowie Fontenay im Westen.

## Geschichte
Der Name des Dorfes tauchte erstmals schriftlich im Jahr 1594 als Memesnil auf. Es war damals Teil des Banns von Dompierre in der Vogtei Bruyères. Kirchlich gehörte Méménil zur Pfarrei Aydoilles und erhielt erst 1856 seine eigene Kirche. Die Grundschule wurde 1844 errichtet, das Mairie-Gebäude folgte 1882.

### Bevölkerungsentwicklung
| Jahr      | 1962 | 1968 | 1975 | 1982 | 1990 | 1999 | 2007 | 2019 |
| Einwohner | 136  | 121  | 105  | 92   | 95   | 124  | 153  | 157  |

## Sehenswürdigkeiten
- Mariä-Himmelfahrt-Kirche (Église de l'Assomption-de-Notre-Dame) aus dem 19. Jahrhundert

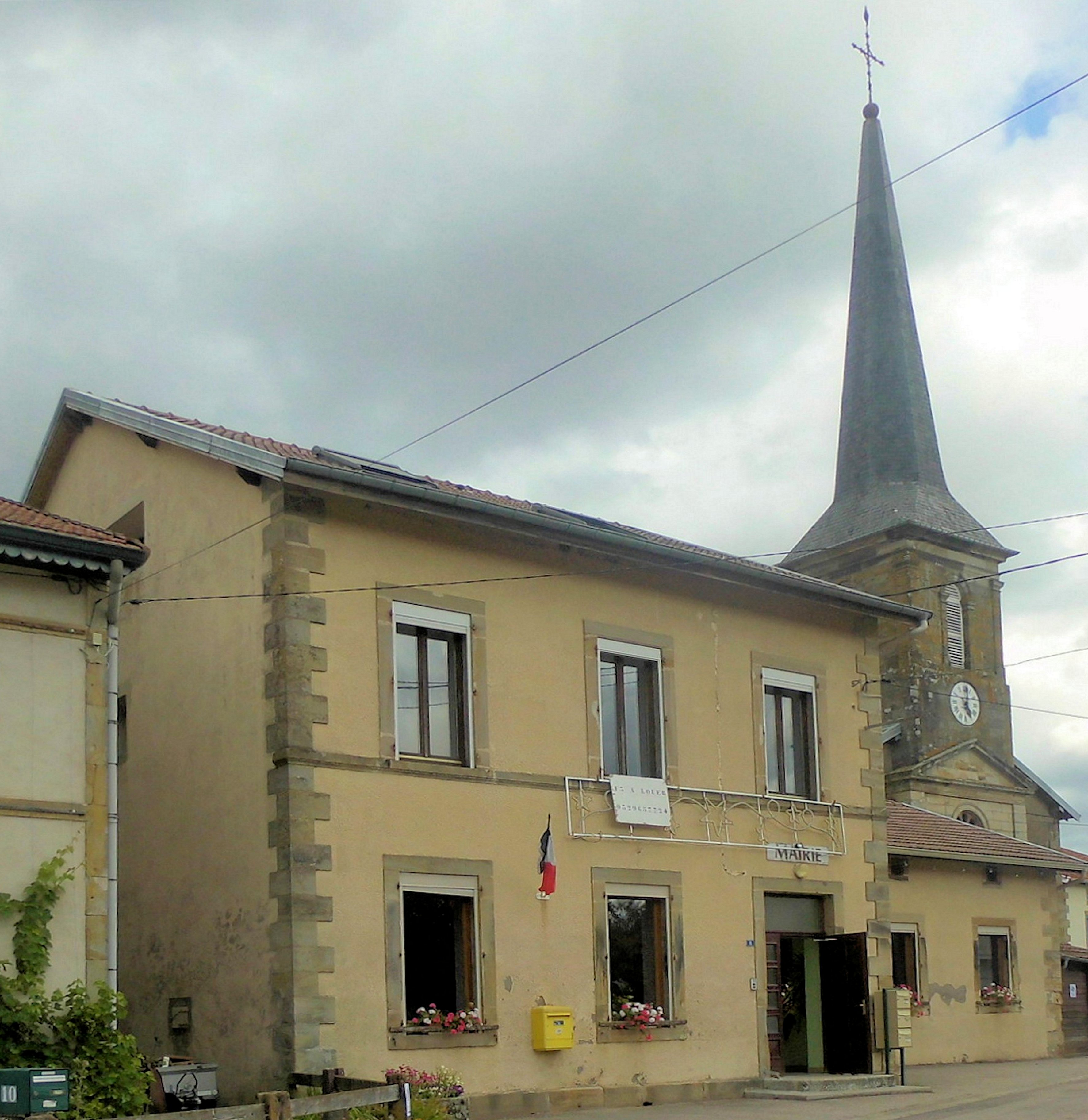
Mairie Méménil

Kirche Mariä Himmelfahrt
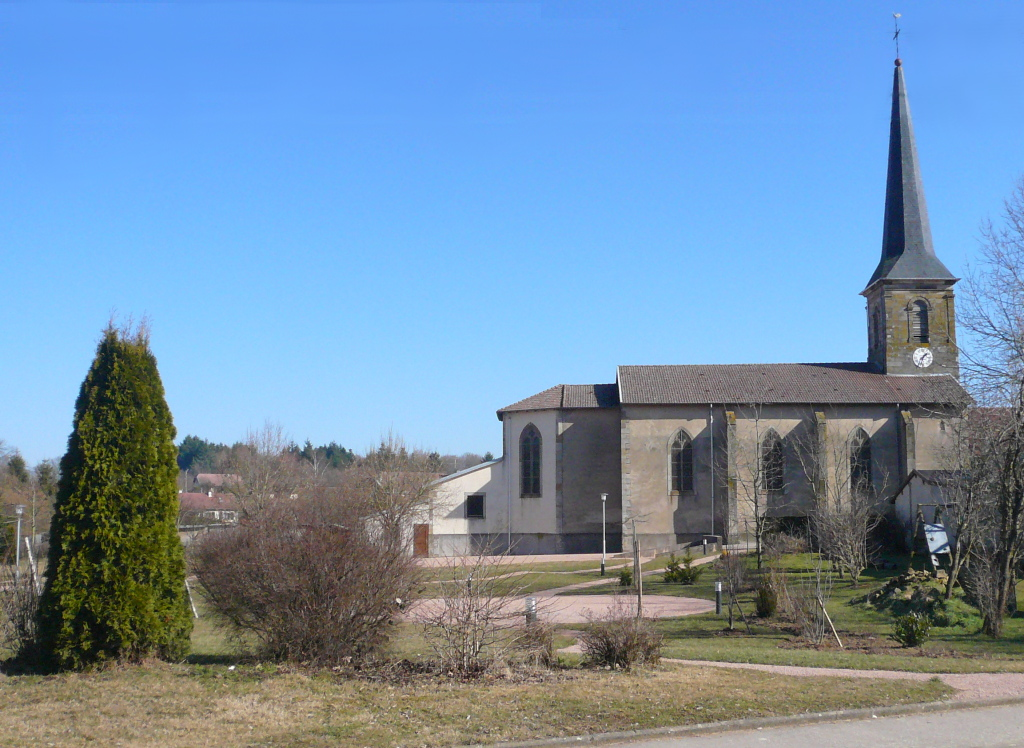
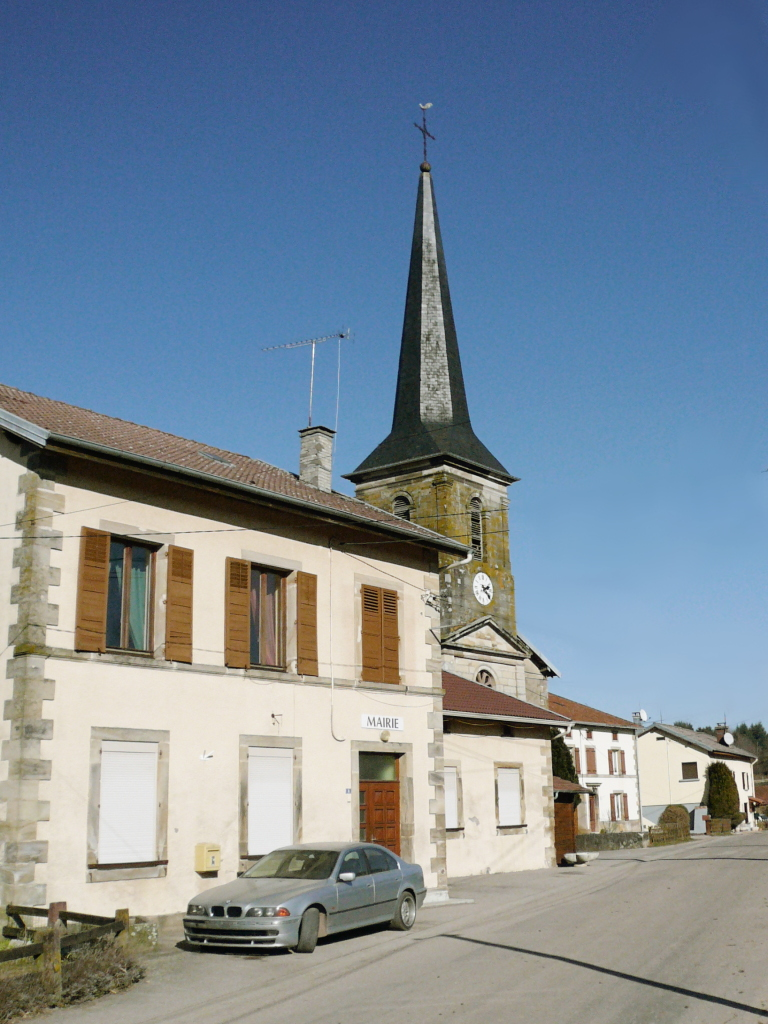

## Wirtschaft und Infrastruktur
In Méménil gibt es neben Landwirtschaftsbetrieben kleinere Handels-, Handwerks- und Dienstleistungsunternehmen. Ein Großteil der Bewohner pendelt in die nahegelegenen Gewerbegebiete in und um Épinal.
Am Nachbardorf Fontenay führt die Fernstraße von Épinal nach Saint-Dié-des-Vosges (D 420 bzw. ehemalige RN 420) vorbei. Weitere Straßen verbinden Méménil mit Girecourt-sur-Durbion, Gugnécourt und Viménil. Bahnanschluss besteht im nahen Verkehrsknoten Épinal.

## Belege
1. ↑  Méménil auf vosges-archives.com. (pdf-Datei; 46 kB) Archiviert vom Original (nicht mehr online verfügbar) am 4. März 2016; abgerufen am 5. Februar 2013 (französisch).  Info: Der Archivlink wurde automatisch eingesetzt und noch nicht geprüft. Bitte prüfe Original- und Archivlink gemäß Anleitung und entferne dann diesen Hinweis.